# Dietfurt an der Altmühl
Dietfurt an der Altmühl, Dietfurt a.d.Altmühl – miasto w Niemczech, w kraju związkowym Bawaria, w rejencji Górny Palatynat, w regionie Ratyzbona, w powiecie Neumarkt in der Oberpfalz. Leży w Jurze Frankońskiej, około 30 km na południowy wschód od Neumarkt in der Oberpfalz, nad rzeką Altmühl. Przez miasto przebiega trasa rowerowa pięciu rzek.

## Dzielnice
W skład miasta wchodzą następujące dzielnice: Arnsdorf, Dietfurt a.d.Altmühl, Eutenhofen, Griesstetten, Gundelshofen, Hainsberg, Mallerstetten, Muttenhofen, Mühlbach, Ottmaring, Predlfing, Schweinkofen, Staadorf, Töging, Unterbürg, Vogelthal, Wildenstein, Zell.

## Demografia
| Rok  | Liczba mieszk. |
| 1970 | 5 061          |
| 1987 | 5 257          |
| 2000 | 6 019          |